# Otón-Guillermo de Borgoña
Otón-Guillermo de Borgoña (apodado el Cautivo, 962-21 de septiembre de 1026) era hijo de Adalberto de Ivrea, rey de Italia, y Gerberga de Mâcon.
Su madre le dejó en herencia lo que sería el condado de Borgoña cerca de Dôle en el año 982. Otón también heredó el ducado de Borgoña en 1002 de su padrastro Enrique I de Borgoña, duque de Borgoña. El ducado correspondía entonces a la diócesis de Besanzón en el Sacro Imperio Romano Germánico. Fue asimismo conde de Mâcon en Francia.

El Ducado y el Condado de Borgoña.

Borgoña fue anexada a la corona de Francia por el rey Roberto II de Francia en 1004. Convencido de que debía ser el verdadero soberano de sus propias tierras, Otón se rebeló contra Enrique II en el año 1016, después de que Rodolfo III de Borgoña, el último rey de esas tierras, hubiera hecho un homenaje a Enrique II en Estrasburgo, reconociéndole como su protector y heredero.
A la muerte de Otón, el condado pasó a la soberanía de los emperadores alemanes.

## Matrimonio y descendencia
Su primera esposa fue Ermentrude, hija del conde Renaud de Reims. Tuvieron dos hijos y tres hijas:
- Guido, que había estado asociado al condado de Mâcon desde 995, murió joven en 1006.
- Matilda, casada con Landri de Nevers[3]
- Geberga, casada con Guillermo II de Provenza
- Reginaldo I de Borgoña
- Agnes de Borgoña, casada en primeras nupcias con Guillermo V de Aquitania y en segundas con Godofredo II de Anjou.

Al final de su vida contrajo matrimonio con la cuatro veces viuda Adelaida de Anjou, y no tuvieron descendencia.